# Домаха (Днепропетровская область)
Домаха (укр. Домаха) — село,
Межиричский сельский совет,
Павлоградский район,
Днепропетровская область,
Украина.
Код КОАТУУ — 1223584502. Население по переписи 2001 года составляло 203 человека .

## Географическое положение
Село Домаха находится в 2,5 км от села Оженковка и в 7-и км от города Павлоград.
По селу протекает пересыхающий ручей с запрудой.
Рядом проходит железная дорога, станция Домаха в 1-м км.

## Происхождение названия
Давно, когда села еще не было, на этой территории было поместье одного зажиточного барина, у него была красавица дочь по имени Домаха, лет 16-ти. Однажды она пошла на озеро купаться и там утонула. Долго горевал отец за дочерью, всё ему напоминало о ней, и он не выдержал, бросил поместье и уехал в неизвестном направлении…
Со временем люди растащили строения по кирпичикам и начали строить себе дома. И назвали село в честь дочери барина — Домаха.